# Gravartjärnen, Härjedalen
Gravartjärnen är en sjö i Härjedalens kommun i Härjedalen och ingår i Ljusnans huvudavrinningsområde. Sjön har en area på 0,171 kvadratkilometer och ligger 753,2 meter över havet.

## Delavrinningsområde
Gravartjärnen ingår i det delavrinningsområde (692141-133521) som SMHI kallar för Utloppet av Gravartjärnen. Medelhöjden är 756 meter över havet och ytan är 0,83 kvadratkilometer. Det finns inga avrinningsområden uppströms utan avrinningsområdet är högsta punkten. Vattendraget som avvattnar avrinningsområdet har biflödesordning 4, vilket innebär att vattnet flödar genom totalt 4 vattendrag innan det når havet efter 392 kilometer. Avrinningsområdet består mestadels av skog (70 procent). Avrinningsområdet har 0,17 kvadratkilometer vattenytor vilket ger det en sjöprocent på 20,8 procent.